# Atemptat del bar Iruña
L'atemptat del bar Iruña va ser un atac amb granades de mà perpetrat el 26 de desembre de 1987 i prenent com a objectiu a un grup de soldats de la Marina dels Estats Units d'Amèrica que es trobaven fora de servei en un club privat de les United Service Organizations situat al número 2 de la plaça del Duc de Medinaceli del barri Gòtic de Barcelona. Cinc marines van resultar ferits de diversa consideració, i un d'ells, Ronald Strong, de 22 anys i natural de Reeders (Pennsilvània), va morir a conseqüència dels impactes de metralla que va rebre als pulmons i als ronyons.
Aquest atemptat motivà que la Sisena Flota decidís no visitar més Barcelona.

## Història
Des de 1951 fins a 1987 la flota dels Estats Units d'Amèrica (EUA) va visitar periòdicament el port de Barcelona. Durant la dècada del 1980 va augmentar el rebuig popular a la seva presència i el 1986, la Crida a la Solidaritat en Defensa de la Llengua, la Cultura i la Nació Catalanes va atacar-ne amb pintura una fragata.
Tant Terra Lliure com l'Exèrcit Roig Català d'Alliberament (ERCA) van reivindicar l'autoria de l'atemptat del 26 de desembre de 1987. El veïnat va afirmar que els eslògans i grafits antiotanistes presents a l'entorn del bar en aquell temps suggerien que podia estar relacionat amb l'extensió del tractat militar hispanoestatunidenc que s'havia signat durant la dictadura de Franco en el pacte de Madrid de 1953.
Terra Lliure havia reivindicat la seva autoria en un atac previ que va tenir lloc a l'octubre contra el consolat dels EUA a Barcelona, que va ferir vuit mariners, i al cap de poc temps de l'esdeveniment del 26 de desembre, una dona que es va identificar com a militant de l'ERCA va assumir l'autoria d'un atemptat «contra un establiment dels marines de guerra ianquis» en una trucada a l'Agència EFE. Això no obstant, les autoritats van posar en dubte la credibilitat d'aquesta declaració.